# Cédric Robert
Cédric Robert (ur. 17 marca 1973 w Saint-Étienne) – francuski kierowca rajdowy. W 2006 roku był wicemistrzem Francji.
W 1999 roku Robert zadebiutował w Rajdowych Mistrzostwach Świata. Pilotowany przez Lionela Currata i jadący Peugeotem 306 S16 zajął wówczas 29. miejsce w Rajdzie Korsyki. W 2001 startował w serii Super 1600 i zajął w niej 12. miejsce z 5 punktami. W 2003 roku startując Peugeotem 206 WRC zdobył pierwsze punkty w Mistrzostwach Świata w karierze, gdy zajął 6. miejsce w Rajdzie Monte Carlo. Natomiast w 2004 roku zaliczył 2 starty w Mistrzostwach Świata Peugeotem 307 WRC w barwach fabrycznego teamu Marlboro Peugeot Total. W Rajdzie Niemiec zajął 5. pozycję zdobywając 4 punkty do klasyfikacji generalnej MŚ. Od 2005 roku nie startuje w Mistrzostwach Świata.
Swój debiut w rajdach Robert zaliczył w 1992 roku, gdy startował Simcą 1000 Rallye. W 1996 roku wygrał na rodzimych trasach puchar Fiata Cinquecento. W 2002 roku startując Peugeotem 206 S1600 wywalczył wicemistrzostwo Francji w serii Super 1600. Z kolei w 2006 roku został wicemistrzem Francji jadąc Renaultem Clio S1600.

## Występy w mistrzostwach świata
| Sezon | Zespół                      | Samochód                             | 1      | 2       | 3          | 4             | 5         | 6         | 7         | 8             | 9             | 10            | 11      | 12              | 13        | 14              | 15        | 16        | Punkty | Miejsce |
| ----- | --------------------------- | ------------------------------------ | ------ | ------- | ---------- | ------------- | --------- | --------- | --------- | ------------- | ------------- | ------------- | ------- | --------------- | --------- | --------------- | --------- | --------- | ------ | ------- |
| 1999  | Cédric Robert               | Peugeot 306 S16                      | Monako | Szwecja | Kenia      | Portugalia    | Hiszpania | 29        | Argentyna | Grecja        | Nowa Zelandia | Finlandia     |         | Włochy          | Australia | Wielka Brytania |           |           | 0      | -       |
| 2000  | Cédric Robert               | Peugeot 106 Maxi                     | 20     | Szwecja | Kenia      | Portugalia    | Hiszpania | Argentyna | Grecja    | Nowa Zelandia | NU            | Cypr          | Francja | Włochy          | Australia | NU              |           |           | 0      | -       |
| 2001  | Cédric Robert               | Peugeot 206 XS S1600                 | Monako | Szwecja | Portugalia | 26            | Argentyna | Cypr      | 26        | Kenia         | NU            | Nowa Zelandia | NU      | NU              | Australia | NU              |           |           | 0      | -       |
| 2002  | Cédric Robert Bozian Racing | Peugeot 206 XS S1600 Peugeot 206 WRC | Monako | Szwecja | Francja    | Hiszpania     | Cypr      | Argentyna | Grecja    | Kenia         | Finlandia     | 11            | 7       | Nowa Zelandia   | Australia | Wielka Brytania |           |           | 0      | -       |
| 2003  | Équipe de France FFSA       | Peugeot 206 WRC                      | 6      | Szwecja | Turcja     | Nowa Zelandia | Argentyna | Grecja    | Cypr      | 9             | Finlandia     | Australia     | 9       | 12              | 11        | Wielka Brytania |           |           | 3      | 15.     |
| 2004  | Marlboro Peugeot Total      | Peugeot 307 WRC                      | Monako | Szwecja | Meksyk     | Nowa Zelandia | Cypr      | Grecja    | Turcja    | Argentyna     | Finlandia     | 5             | Japonia | Wielka Brytania | Włochy    | NU              | Hiszpania | Australia | 4      | 16.     |